# Філ Браун (гірськолижник)
Філіп Браун (9 листопада 1991 , Торонто ) — канадський гірськолижник, що спеціалізується на Слаломі. Учасник зимових Олімпійських ігор 2014 і 2018.

## Результати в Кубку світу
Усі результати наведено за даними Міжнародної федерації лижного спорту.
- Найкращий результат Брауна в Кубку світу - 21-ше місце в гігантському слаломі в Зельдені в жовтні 2014 року;
 найкращий результат у слалом - 22-ге місце у  Венґені в січні 2018 року.

### Підсумкові місця в Кубку світу за роками
| Сезон | Вік | Загальний залік       | Слалом                | Гігантський слалом    | Супергігант           | Швидкісний спуск      | Гірськолижна комбінація |
| ----- | --- | --------------------- | --------------------- | --------------------- | --------------------- | --------------------- | ----------------------- |
| 2014  | 22  | 137                   | —                     | 48                    | —                     | —                     | —                       |
| 2015  | 23  | 124                   | —                     | 38                    | —                     | —                     | —                       |
| 2016  | 24  | 149                   | —                     | 53                    | —                     | —                     | —                       |
| 2017  | 25  | 141                   | 52                    | —                     | —                     | —                     | —                       |
| 2018  | 26  | 145                   | 51                    | —                     | —                     | —                     | —                       |
| 2019  | 27  | жодного балу в заліку | жодного балу в заліку | жодного балу в заліку | жодного балу в заліку | жодного балу в заліку | жодного балу в заліку   |

Станом на 20 січня 2019 року

## Результати на чемпіонатах світу
Усі результати наведено за даними Міжнародної федерації лижного спорту.
| Рік  | Вік | Слалом | Гігантський слалом | Супергігант | Швидкісний спуск | Гірськолижна комбінація | Командні змагання |
| ---- | --- | ------ | ------------------ | ----------- | ---------------- | ----------------------- | ----------------- |
| 2013 | 21  | ВНФ1   | 35                 | —           | —                | —                       | 4                 |
| 2015 | 23  | НФ1    | 22                 | —           | —                | —                       | 2                 |
| 2017 | 25  | НФ1    | НФ2                | —           | —                | —                       | 5                 |

## Результати на Олімпійських іграх
Усі результати наведено за даними Міжнародної федерації лижного спорту.
| Рік  | Вік | Слалом | Гігантський слалом | Супергігант | Швидкісний спуск | Гірськолижна комбінація | Командні змагання |
| ---- | --- | ------ | ------------------ | ----------- | ---------------- | ----------------------- | ----------------- |
| 2014 | 22  | 20     | 29                 | —           | —                | —                       | Н/Д               |
| 2018 | 26  | 22     | 27                 | —           | —                | —                       | 9                 |